# 382 Dodona
A 382 Dodona (ideiglenes jelöléssel 1894 AT) a Naprendszer kisbolygóövében található aszteroida. Auguste Charlois fedezte fel 1894. január 29-én.